# زراعيات

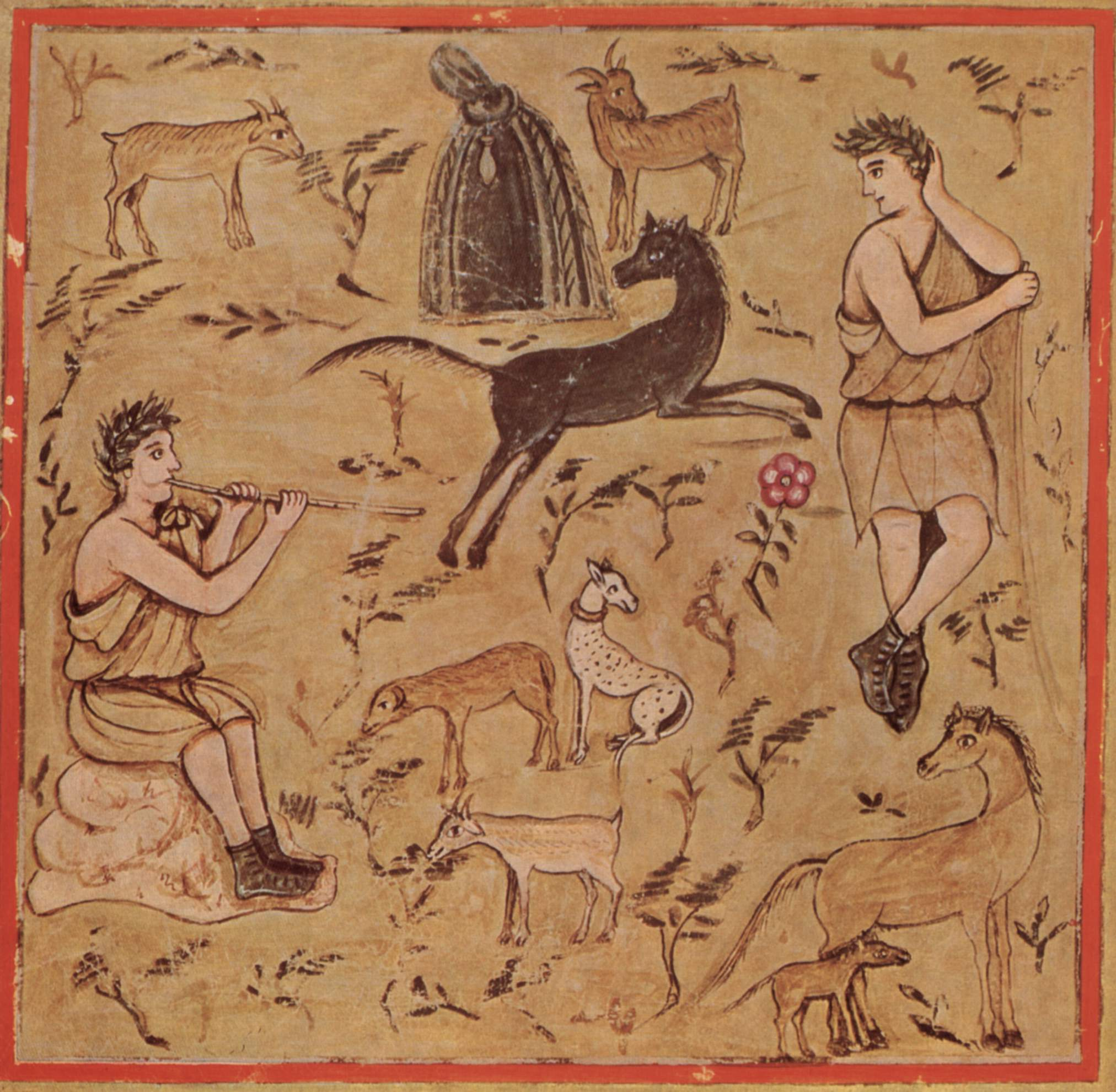
كتاب الزراعيات الثالث، الراعي مع القطعان، فِرجيل الرومي

الزراعيَّات هي قصيدة للشاعر اللاتيني فِرجيل من المحتمل أنها نُشرت عام 29 قبل الميلاد. موضوع القصيدة هو الزراعة كما يوحي اسمها ولكنها ليس مثالًا للشعر الريفي السلمي، فهو عمل يتميز بالتوترات في الموضوع والغرض.